# Herbert Ewen
Herbert Ewen (* 1. Februar 1939) ist ein ehemaliger deutscher Fußballspieler.

## Sportlicher Werdegang
Der aus der Jugend des SC Empor Rostock stammende Herbert Ewen absolvierte am 30. Mai 1957 unter Empor-Trainer Heinz Krügel als noch 18-Jähriger einen Einsatz für Rostock im DDR-Fußballpokal-Wettbewerb 1957 in der 2. Runde gegen BSG Chemie Leuna (6:1). Ewen wurde in der 70. Spielminute vor 4000 Zuschauern für Karl Pöschel eingewechselt. Im weiteren Verlauf der Spielzeit kam er aber weder in dieser Pokalsaison, in der seine Mannschaft bis ins Finale vorstieß, noch in der Meisterschafts-Saison 1957 der zweitklassigen Liga, in der Rostock den direkten Wiederaufstieg in die Oberliga erreichte, zu einem weiteren Einsatz für die Ostseestädter.
Während der Oberliga-Saison 1962/63 stand Ewen im Kader des SC Motor Karl-Marx-Stadt, der in der Vorsaison 1961/62 den Aufstieg aus der DDR-Liga erreicht hatte. Für Karl-Marx-Stadt absolvierte Ewen am 23. September 1962 gegen den ASK Vorwärts Berlin (0:2) seinen einzigen Einsatz in der höchsten ostdeutschen Spielklasse.
1967 stieg Ewen mit der 2. Mannschaft des FC Hansa Rostock aus der drittklassigen Bezirksliga Rostock in die DDR-Liga auf. In der DDR-Liga-Saison 1967/68 gehörte Ewen zum Stammaufgebot der 2. Mannschaft und absolvierte als Außen- oder Innenverteidiger 16 Punktspiele. In der nachfolgenden Saison gehörte er nicht mehr zum Spielerkader.